# Arvid August Afzelius
Arvid August Afzelius (Fjällåkra, 8 ottobre 1785 – Enköping, 25 settembre 1871) è stato un pastore protestante, poeta e demologo svedese.

## Biografia
Egli trascorse la sua vita attiva, dal 1828 fino alla morte, come parroco ad Enköping.
Insieme a Erik Gustaf Geijer, tra il 1814 ed il 1818, raccolse e diede alle stampe la prima raccolta completa di canti popolari svedesi e relative melodie, che venne stampata con il titolo Svenska folk-visor från forntiden in tre volumi. La rielaborazione delle melodie fu attuata con il contributo del direttore musicale dell'Università di Uppsala, Friedrich Haeffner. La sua opera fu di stimolo per ulteriori raccolte di musiche e canti popolari e ad essa s'ispirarono molti compositori svedesi.
Prese parte con entusiasmo al movimento romantico per la rinascita dell'antico patrimonio letterario norreno. Pubblicò anche traduzioni di Poetic Edda, Hervarar saga, una Storia della Svezia fino a Carlo XII ed altre opere poetiche in lingua svedese.

## Opere
in lingua svedese:
- 1814-7 – Svenska folkvisor från forntiden
- 1818 – Edda Sæmundar hinns fróda
- 1839-70 – Svenska folkets sago-häfder